# Georg Levin von Nagel
Georg Levin von Nagel zu Vornholz (* 10. Mai 1658 auf Haus Vornholz; † 27. November 1723 in Vechta) war ein Offizier in verschiedenen Heeren sowie Landkomtur des Deutschen Ordens in der Ballei Westfalen.
Er entstammte dem Adelsgeschlecht Nagel und war Sohn des münsterschen Generals und Drosten Dietrich Hermann von Nagel zu Vornholz und der Mutter Margaretha Magdalena (geb. Schilder zu Himminghausen).
Im Jahr 1679 trat er in den Deutschen Orden ein. Außerdem war er Hauptmann im Leibregiment des Obristen von Plettenberg im Hochstift Paderborn. Seit 1680 war er Kompaniechef in Warendorf im Hochstift Münster. Im Jahr 1684 wurde er Obristwachtmeister im Regiment Corfey. Seit 1688 war er Kommandant und forderte in diesem Jahr Johann Bernhard Freiherr von Schenking zu Bevern und Asbeck zum Duell. Zwischen 1689 und 1697 nahm er am Pfälzischen Erbfolgekrieg teil. Im Jahr 1690 wurde er zum Oberstleutnant ernannt. Seit 1692 war er Komtur der Kommende Brackel des deutschen Ordens. Seit 1695 war er Komtur von Malenburg und 1705 von Welheim. Im Jahr 1701 wurde er Regimentschef. Zwischen 1704 und 1723 stand von Nagel in holländischen Diensten und kämpfte im spanischen Erbfolgekrieg. Zeitweise war er Statthalter. Seit 1713 war er Landkomtur des Deutschen Ordens der Ballei Westfalen mit Sitz in Mülheim. Zuletzt war er Generalmajor der Truppen des Hochstifts Münster, Inhaber des Regiments und Leibkompanie Nagel sowie Statthalter in Vechta.